# БГ ВОЗ
БГ ВОЗ — городская электричка в Белграде, которая работает в рамках интегрированной системы тарифов и является частью электронной системы оплаты проезда «Бус Плус». Станции Караджорджев парк и Вуков споменик сооружены под землёй по стандартам метрополитена. В отличие от местных пригородных электричек, БГ ВОЗ принадлежит компании «ГСП „Београд“», которая занимается управлением городским общественным транспортом. Движение открыто 1 сентября 2010 года.
Время поездки по всей линии — 38 минут, интервал движения 15/30 минут в часы пик/непик.

## История
Интервалы Беовоза, эксплуатировавшего центральный участок Белградского железнодорожного узла, были значительными, от получаса на главном направлении «Панчевачки мост - Батайница», до всего нескольких поездов в сутки на периферийных участках. Система не пользовалась популярностью у жителей города, хотя и была востребована жителями пригородов для поездок в Белград.
В 2010 году с использованием двух имеющихся подземных станций и тоннелей к ним, а также одного из перронов полуподземного вокзала Београд Центар и свободной наземной железнодорожной ветки в район Нови-Београд была организована отдельная от пригородной система городского поезда «БГ: ВОЗ». Модернизация инфраструктуры и ремонт переданных Беовозом поездов обошлись городу в 10 миллионов евро. 1 сентября 2010 года  линия была открыта в составе 5 станций на участке «Панчевачки мост - Нови Београд» длиной 8 километров, время в пути - 16 минут. В течение первого месяца проезд осуществлялся бесплатно. 
15 апреля 2011 движение было продлено в районы Земун и Батайница (крайние северо-западные районы Белграда), длина эксплуатируемого участка составила 23 километра. 
13 декабря 2016 года было открыто тактовое движение через Панчев мост до станции Овча на другом берегу Дуная. Однако с конца ноября 2017 года, в связи с реконструкцией железнодорожной линии Белград - Будапешт под скоростное движение, тактовые интервалы в системе БГ:ВОЗ были увеличены до одного часа
13 апреля 2018 года была открыта 2 линия системы до станции  Ресник на юге города. Первоначально движение осуществлялось до вокзала Београд Центар с тактовыми интервалами 1 час. 25 июля 2018 года в системе было организовано маршрутное движение по направлениям «Овча - Батайница» с интервалом в 1 час и «Овча - Ресник» (без захода на вокзал) с интервалом в полчаса. C 9 декабря 2018 года по 4 марта 2019 года движение по 2 линии было сокращено до станции Панчевацкий мост 
Часовые интервалы движения по 1 линии были явно недостаточны для имеющегося пассажиропотока, поэтому с 1 февраля 2019 года они были уменьшены до получаса в утренний и частично в вечерний часы пик. Вместе с тем, интервалы по 2 линии были увеличены до 1 часа. 
C 15 декабря 2019 года получасовые интервалы в час пик были восстановлены и по 2 линии. Кроме того, в систему BG:VOZ были включены поезда до белгадских пригородов Лазаревац и Младеновац. Однако эти маршруты могут считаться городской электричкой лишь организационно, т.к. тактовые интервалы по данным линиям введены не были, да и количество поездов незначительно: от двух до шести в сутки, включая сюда и согласованные поезда до конечной станции Ресник на линии 2.
Неурегулированность вопросов финансирования пассажирских перевозок между Белградом и его пригородом Панчево привели к тому, что лишь к 2023 году был запущен маршрут т.н. Панвоза. При этом состав из города Панчево прибывает на переферийную платформу Дунай, а не Панчевацкий мост, откуда можно было бы совершать пересадки на поезда системы БГ:ВОЗ. Кроме того, на этом маршруте имеется лишь шесть пар поездов в сутки.
Ранее предполагалась возможность преобразования системы БГ:ВОЗ в метрополитен, однако согласно Генеральному плану развития транспортной инфраструктуры Белграда до 2033 года предусматривается строительство изолированного метро. При этом линии БГ:ВОЗ также будут развиваться, как в черте города, так и для связи с пригородами.

## Подвижной состав
На линии эксплуатируются 9 4-вагонных электропоездов ЭР31 производства Рижского вагоностроительного завода с верхним токосъёмом и тремя дверями по бортам вагонов, отремонтированных на средства города специально для внутригородских перевозок.

## Станции
В 2018 году БГ ВОЗ работал по двум маршрутам, проходящим через 17 станций и платформ:
- Батайница[серб.]  (серб. Батајница, Batajnica)
- Земун Поље
- Земун
- Тошин бунар
- Новый Белград (Нови Београд, Novi Beograd)
- Белград-Центральный[англ.] (Београд Центар, Beograd Centar)
- Караджорджев парк (Карађорђев парк, Karađorđev park)
- Вуков споменик
- Панчевачки мост
- Крњача мост
- Крњача
- Себеш
- Овча
- Ресник
- Кијево
- Кнежевац
- Раковица

## Галерея

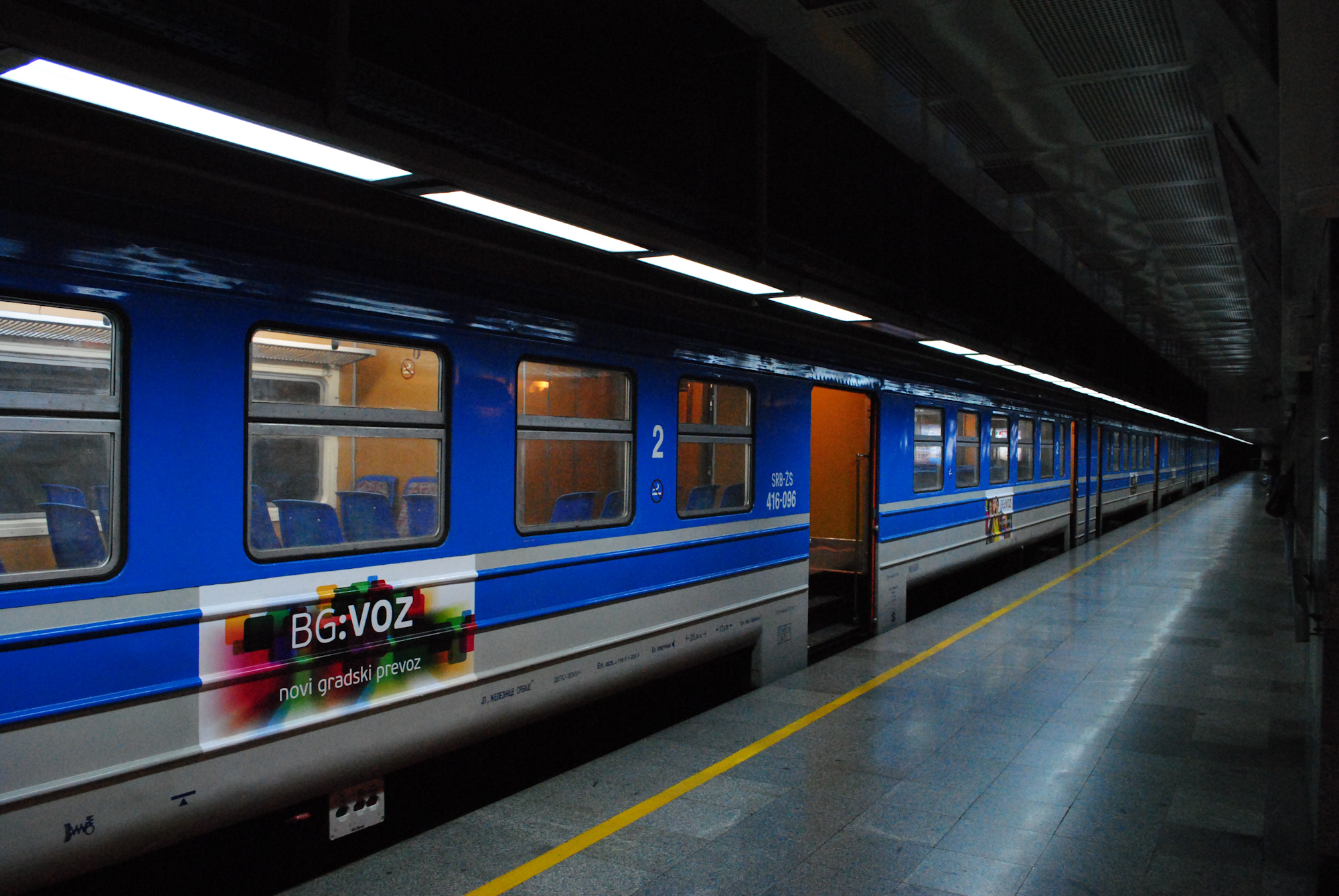
Состав БГ ВОЗ на перроне станции Вуков споменик
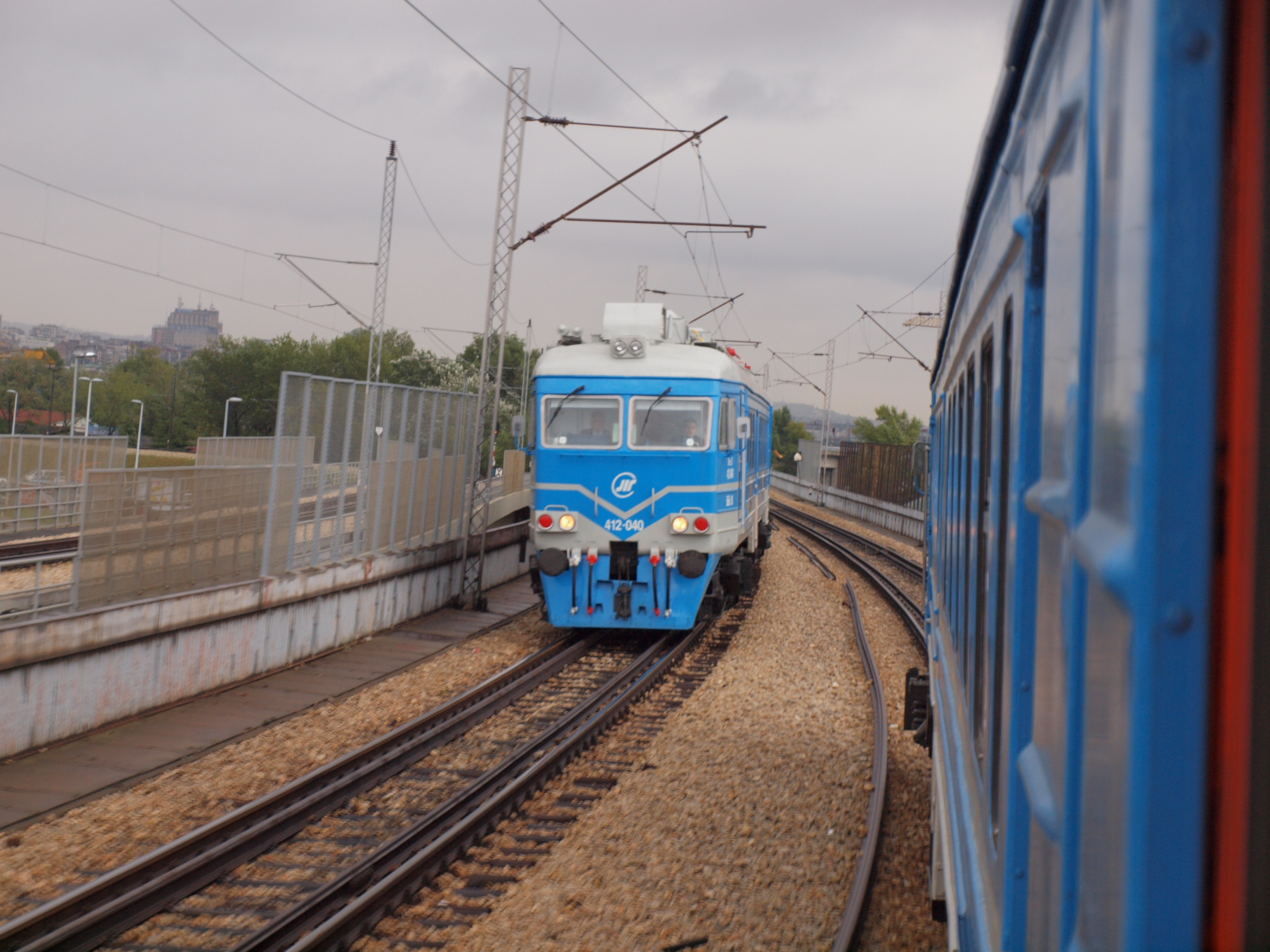
ЭР-31 около платформы Нови Београд
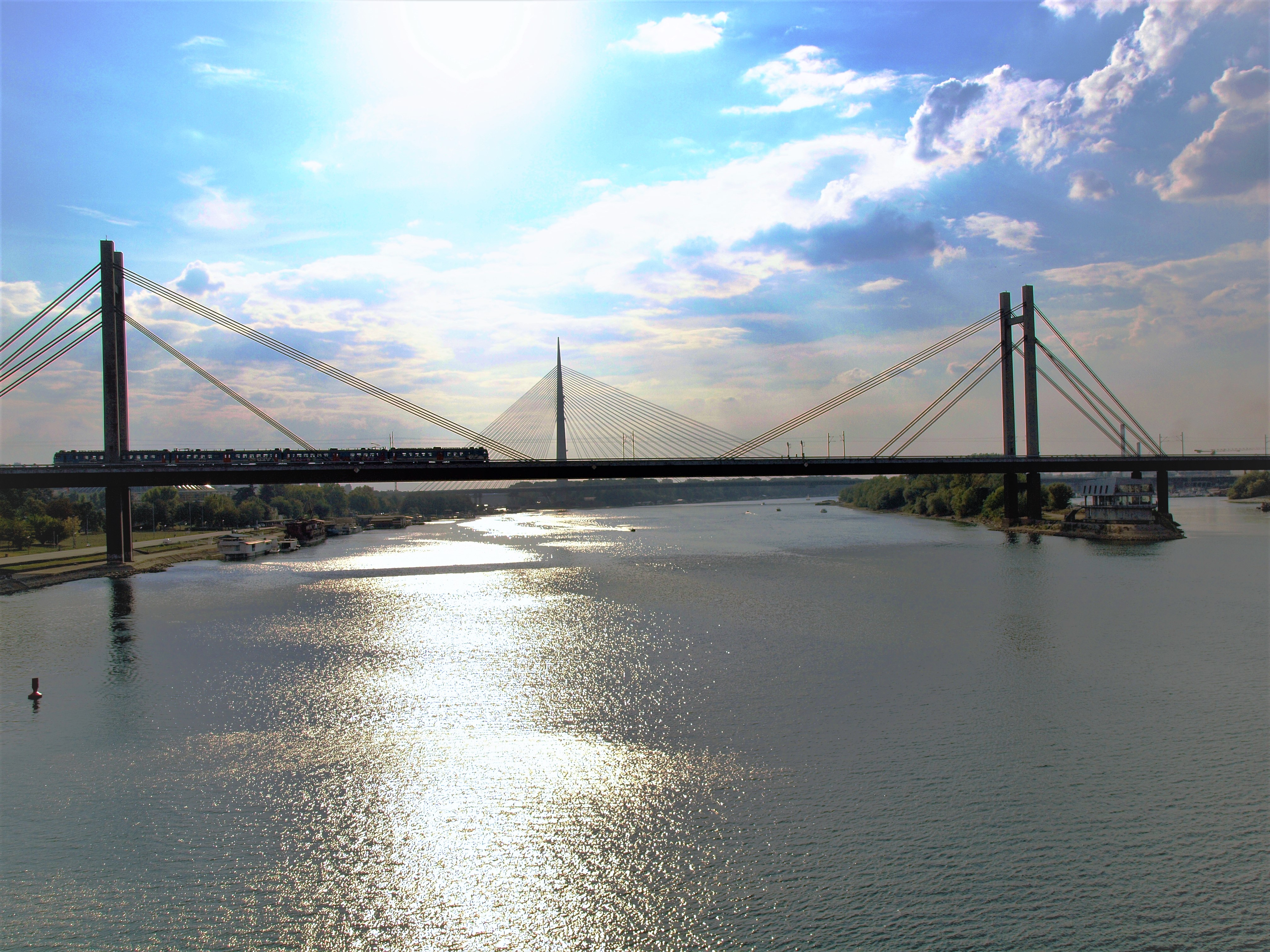
Состав на Новом железнодорожном мосту
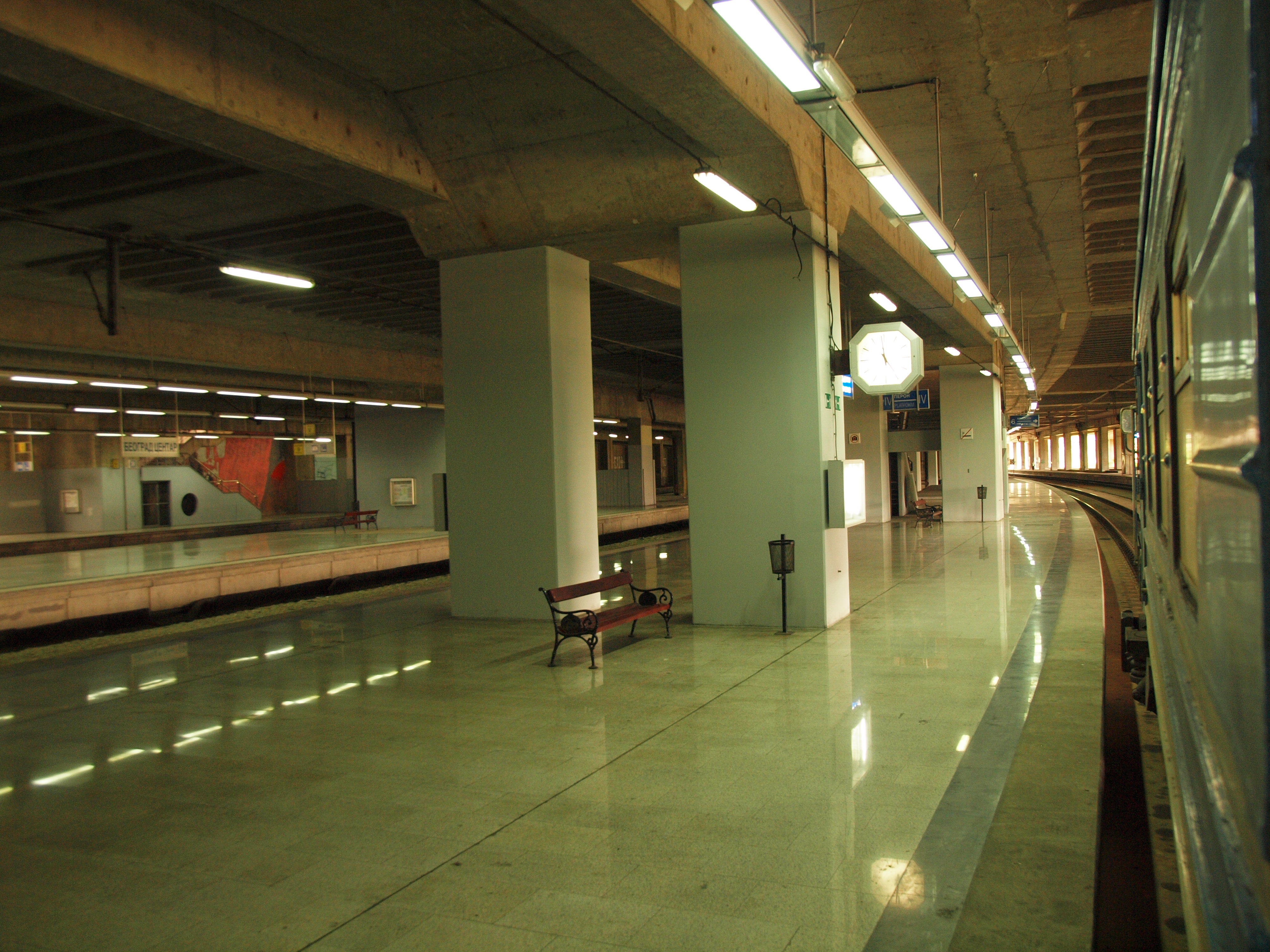
Перрон вокзала Београд Центар
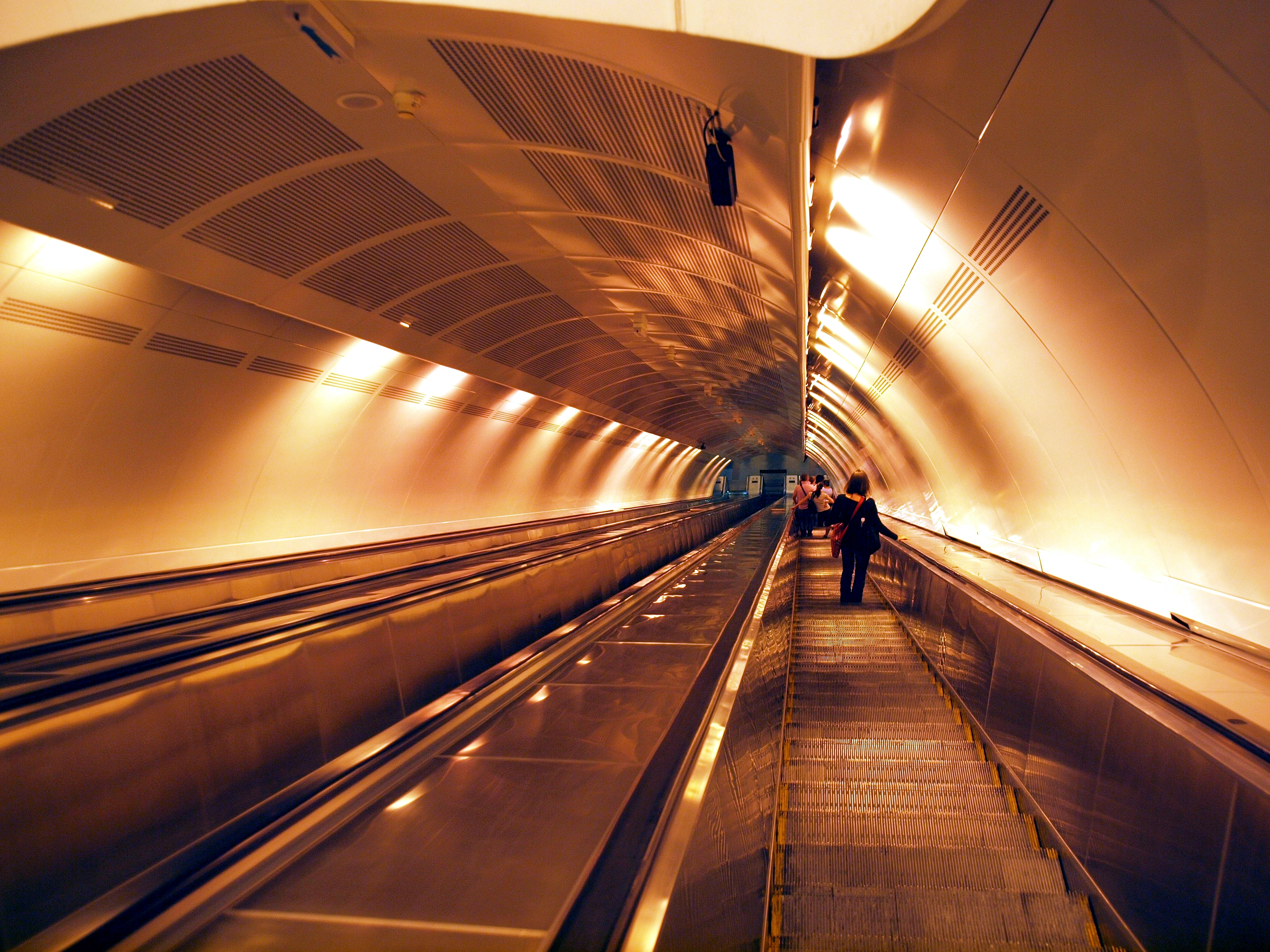
Спуск на станцию Вуков споменик
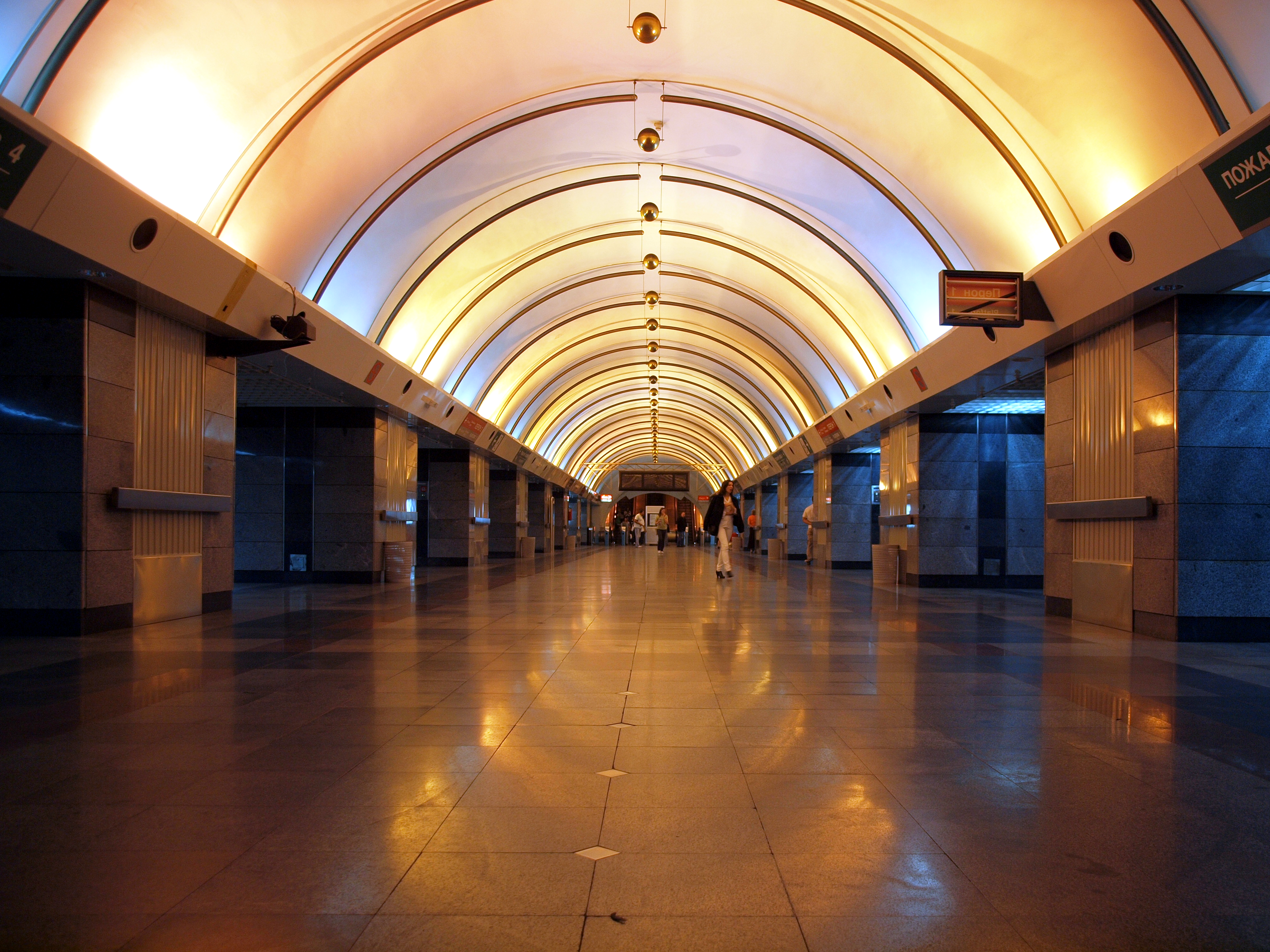
Центральный зал станции Вуков споменик
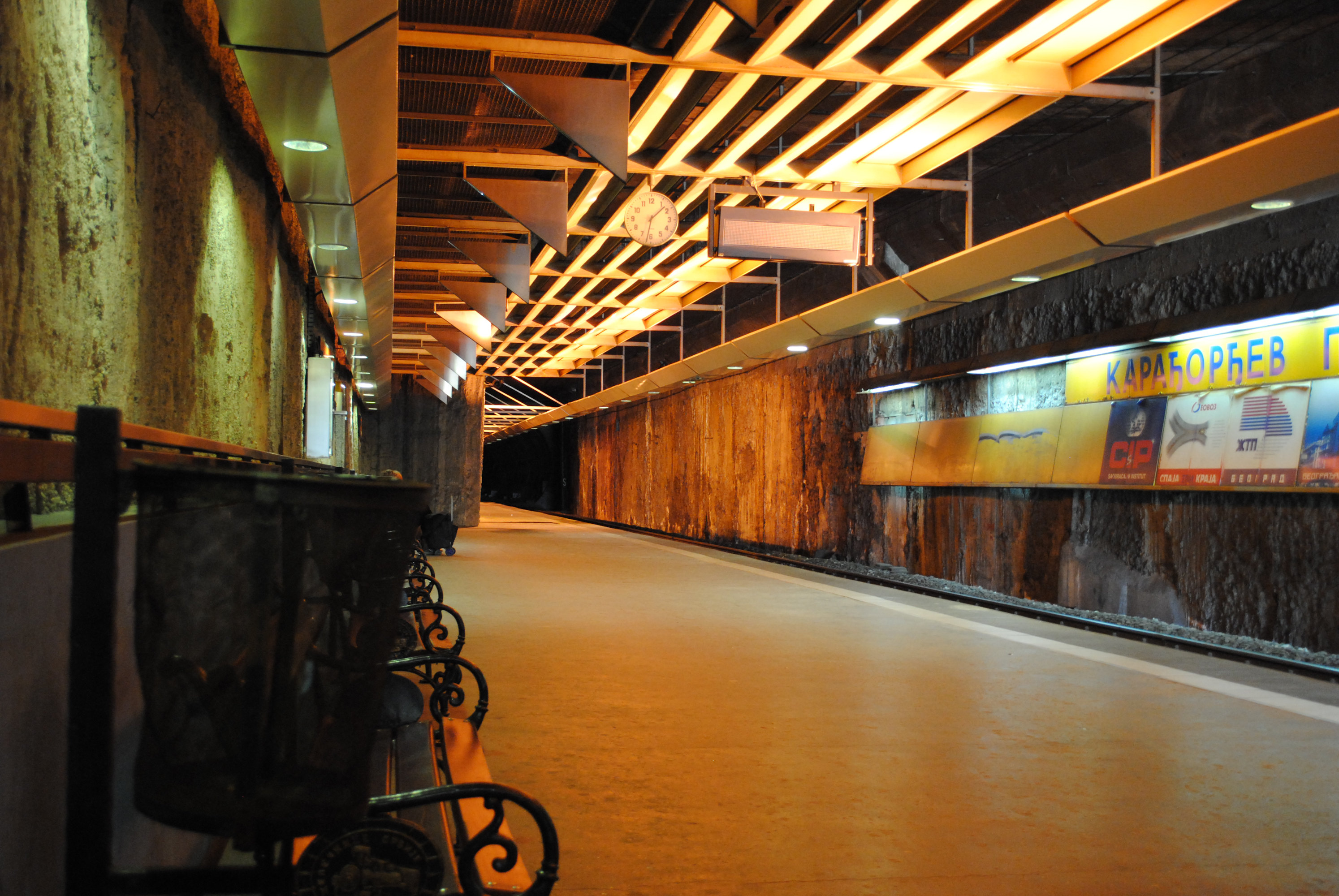
Станция Караджорджев парк